# 5153 Gierasch
5153 Gierasch eller 1940 GO är en asteroid i huvudbältet som upptäcktes den 9 april 1940 av den finske astronomen Yrjö Väisälä vid Storheikkilä observatorium. Den är uppkallad efter astronomen Peter J. Gierasch.
Asteroiden har en diameter på ungefär 27 kilometer.